# قلعه جوق زمانی
قلعه جوق زمانی، روستایی در دهستان قینرجه بخش بغراطی شهرستان رزن در استان همدان ایران است.

## جمعیت
بر پایه سرشماری عمومی نفوس و مسکن در سال ۱۳۹۵، جمعیت این روستا برابر با ۴۰۶ نفر (۱۱۴ خانوار) بوده‌است.